# Finland op het Eurovisiesongfestival 2018

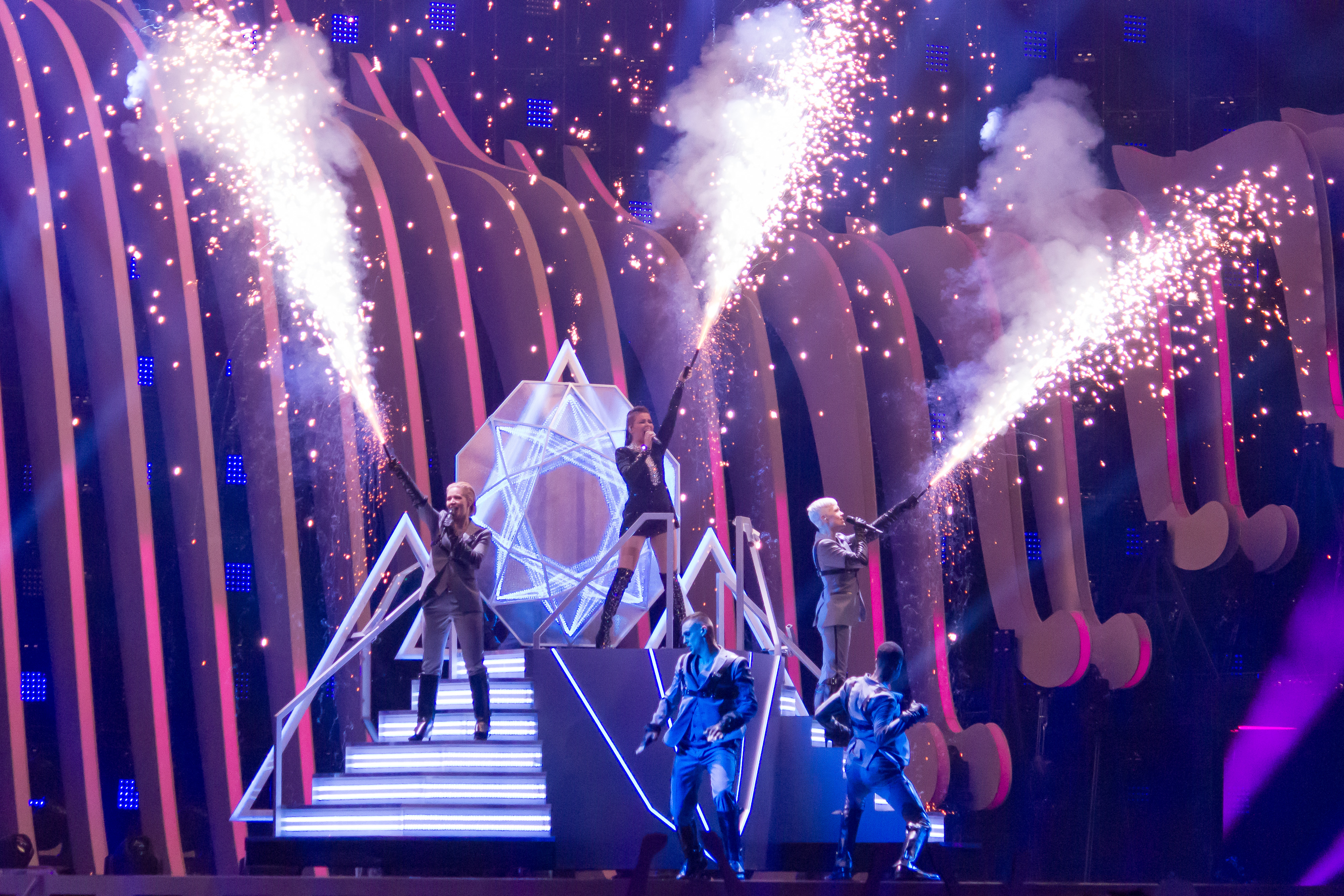
Saara Aalto tijdens de repetities in Lissabon.

Finland nam deel aan het Eurovisiesongfestival 2018 in Lissabon, Portugal. Het was de 52ste deelname van het land aan het Eurovisiesongfestival. Yle was verantwoordelijk voor de Finse bijdrage voor de editie van 2018.

## Selectieprocedure
Op 28 januari 2017, nog voor de start van het Eurovisiesongfestival 2017, maakte de Finse openbare omroep bekend te zullen deelnemen aan de editie van 2018. Op 7 november 2017 maakte Yle bekend dat het Saara Aalto intern had geselecteerd om Finland te vertegenwoordigen in Lissabon. Haar lied zou evenwel geselecteerd worden tijdens een nationale finale, die net als de voorgaande jaren de naam Uuden Musiikin Kilpailu kreeg.
Uuden Musiikin Kilpailu 2018 vond plaats op 3 maart 2018 in de Espoo Metro Areena te Espoo. De show werd gepresenteerd door Krista Siegfrids en Mikko Silvennoinen. Televoters en internationale vakjury's stonden elk in voor de helft van de punten. Uiteindelijk haalde het nummer Monsters de meeste stemmen.

## Uuden Musiikin Kilpailu 2018
3 maart 2018
| Plaats | Lied     | Jury | Publiek | Totaal |
| ------ | -------- | ---- | ------- | ------ |
| 1      | Monsters | 88   | 95      | 183    |
| 2      | Domino   | 84   | 75      | 159    |
| 3      | Queens   | 68   | 70      | 138    |

## In Lissabon
Finland trad aan in de eerste halve finale, op dinsdag 8 mei 2018. Saara Aalto was als vijftiende van negentien artiesten aan de beurt, net na Gianna Terzi uit Griekenland en gevolgd door Sevak Chanagian uit Armenië. Finland eindigde uiteindelijk op de tiende plaats en wist zich zodoende nipt te plaatsen voor de finale. Daarin trad Saara Aalto als zeventiende van 26 artiesten aan, net na Jessica Mauboy uit Australië en gevolgd door Equinox uit Bulgarije. Finland eindigde uiteindelijk als 25ste en voorlaatste.